# Scaptodrosophila sydneyensis
Scaptodrosophila sydneyensis är en tvåvingeart som först beskrevs av John Russell Malloch 1927.  Scaptodrosophila sydneyensis ingår i släktet Scaptodrosophila och familjen daggflugor.